# William Frank Calderon
William Frank Calderon (Londra, 1865 – Seaton (Devon), 21 aprile 1943) è stato un pittore inglese.

## Biografia
Fu un pittore inglese dell'età vittoriana di ritratti, di paesaggi e di immagini sportive. Era il terzo figlio del pittore e Custode dell'Accademia Reale di Londra, Philip Hermogenes Calderon e fu sposato (dal 1892) con Ethel Wells Armstead (nata nel 1864), terza figlia del noto scultore dell'Accademia Reale Henry Hugh Armstead.
A quattordici anni, Calderon vinse la borsa di studio "Trevelyan Goodall" ed in seguito vinse la borsa di studio della Slade School con il Professor Alphonse Legros. Fondò nel 1894, a Londra, la School of Animal Painting al 54 di Baker Street, e ne fu preside fino al 1916. Alcuni dei suoi studenti furono Cecil Aldin, Lionel Edwards, Alfred Munnings, Lady Helena Gleichen, Frederic Whiting e George E. Studdy. Espose i suoi dipinti all'Accademia Reale dal 1881 al 1921, e il suo primo quadro per l'Accademia fu acquistato dalla Regina Vittoria. Il suo libro del 1936 "Animal Painting and Anatomy" è ancora considerato un utile testo di riferimento. 
Ha lavorato anche come illustratore di libri e come copertinista.

## Galleria d'immagini

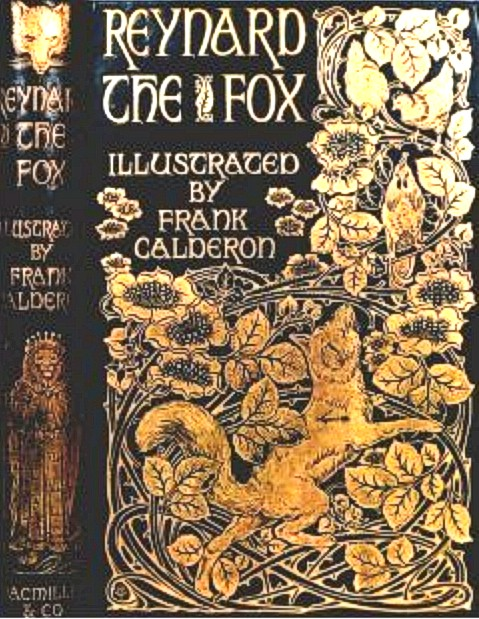
Copertina dell'edizione inglese del libro 'Reynard la volpe'
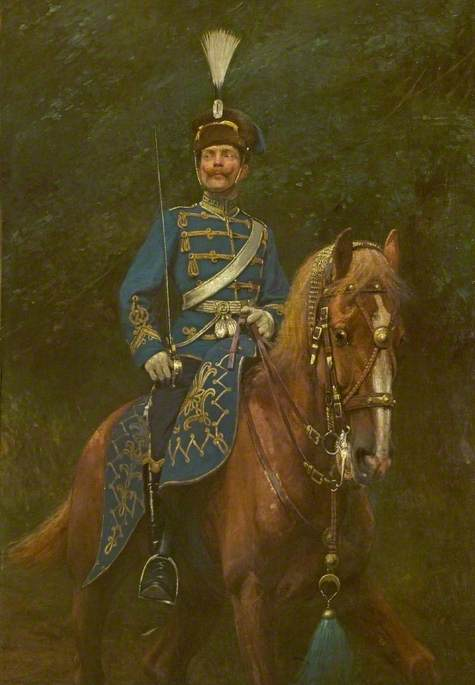
Ussaro Blu (1903)
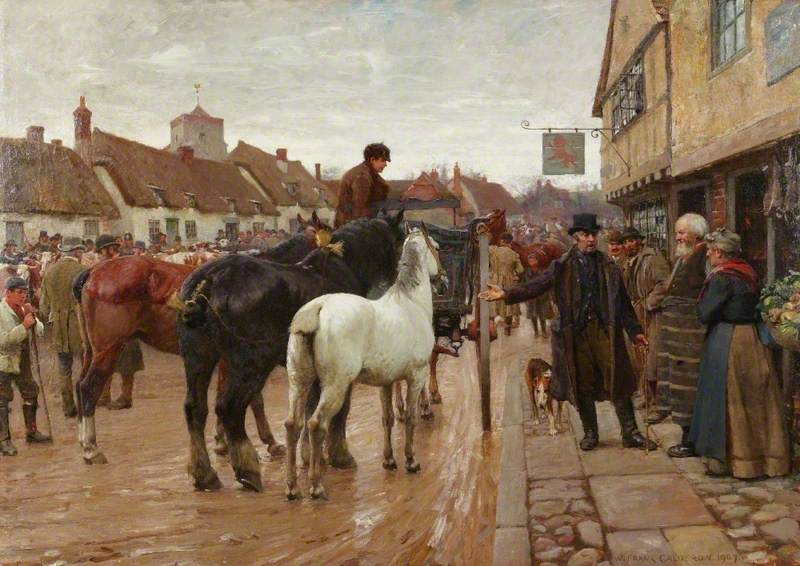
Giorno di Mercato (1907)
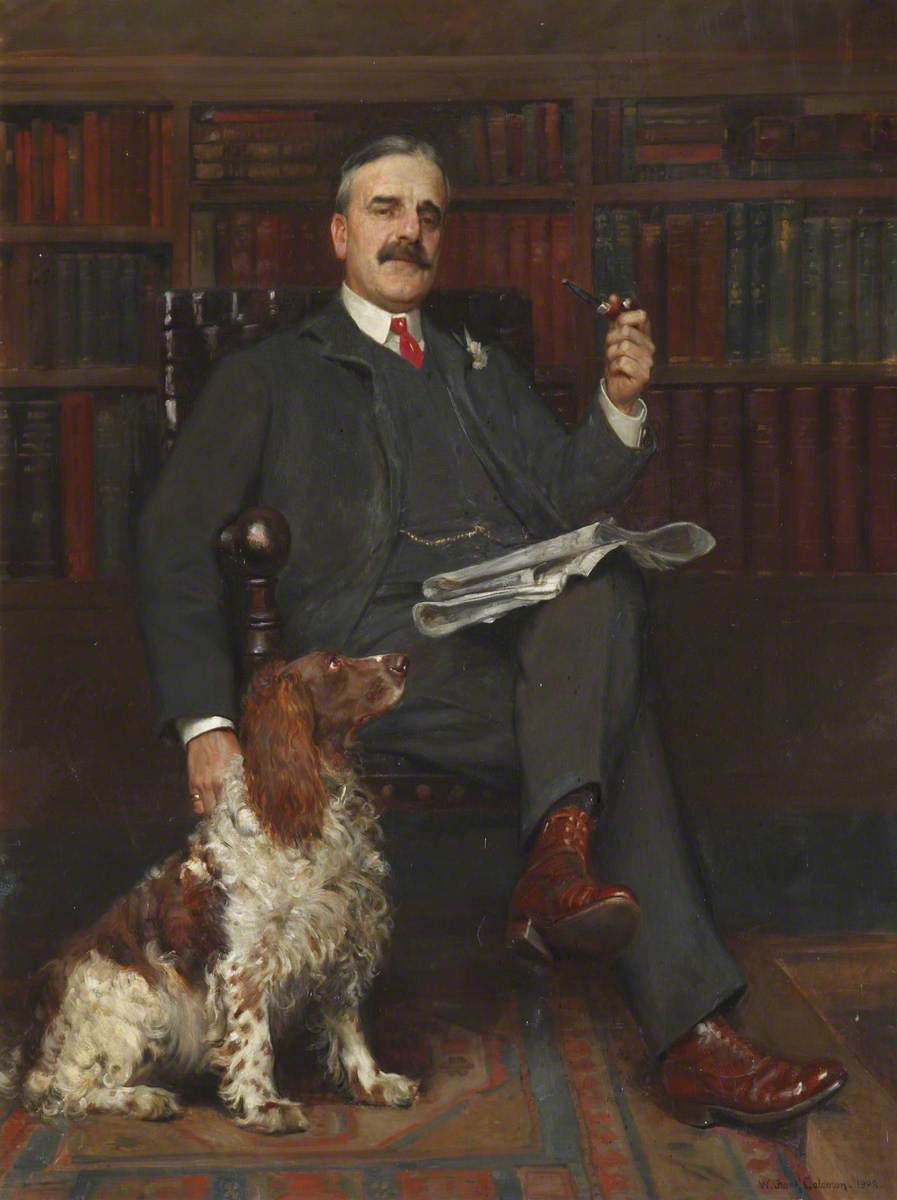
Sir Heath Harrison (1926)